# مايباخ 57 و62
مايباخ 62 هي سيارة من إنتاج شركة مايباخ أعلنت عنها لأول مرة في معرض الصين الدولي للسيارات عام 2010، تميز هذا الطراز عن العديد من طرازات مايباخ السابقة بعدد من الملامح أهمها أضواء الضباب الأمامية التي أصبحت تعمل بخاصية LED النهارية.

## وصلات خارجية
- تقرير مايباخ 62s